# Turkije op de Olympische Spelen

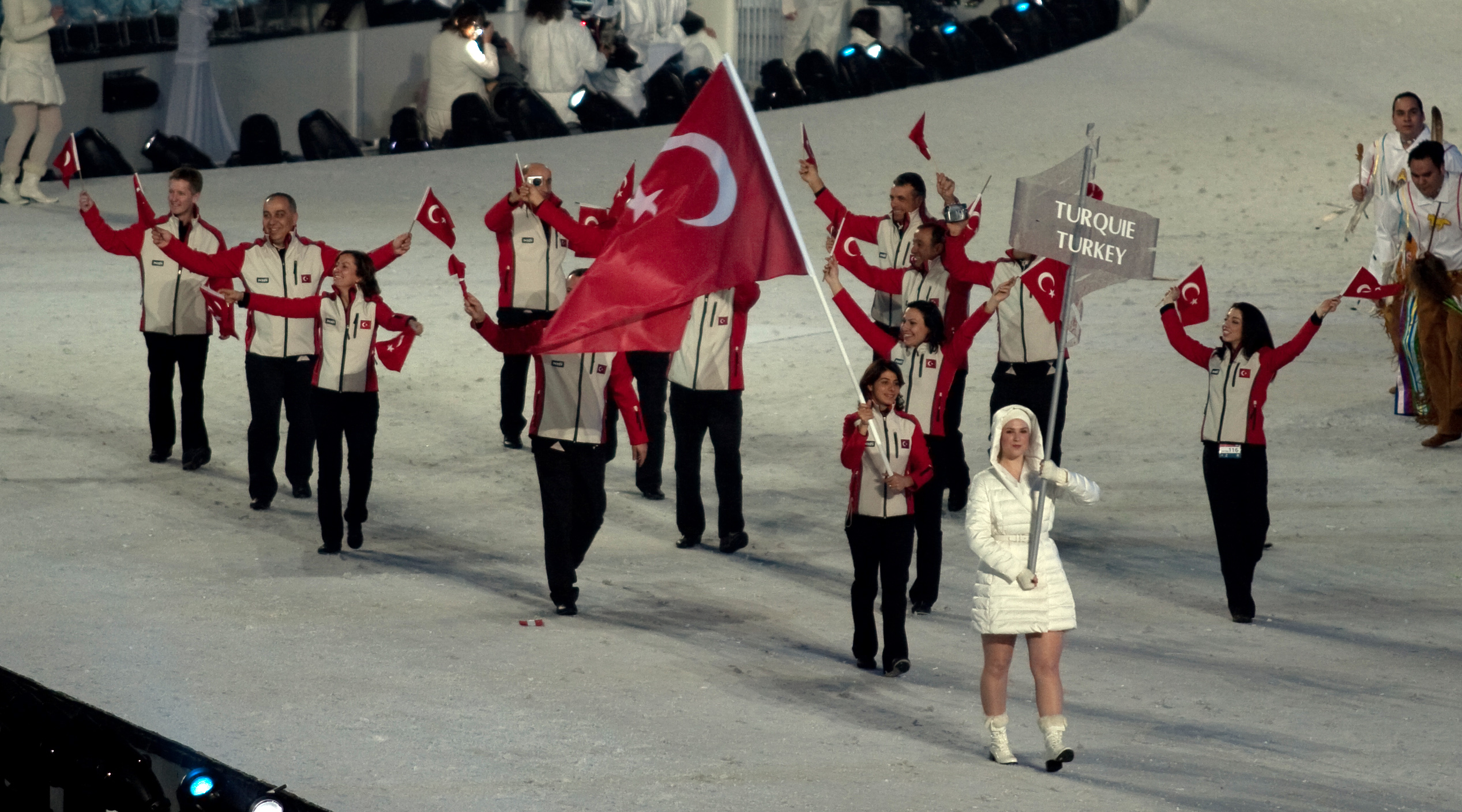
Turkse delegatie op de Olympische Winterspelen 2010

Turkije is een van de landen die deelneemt aan de Olympische Spelen. Turkije debuteerde op de Zomerspelen van 1908. Achtentwintig jaar later, in 1936, kwam het voor het eerst uit op de Winterspelen.
In 2024 nam Turkije voor de 24e keer deel aan de Zomerspelen, in 2022 voor de achttiende keer aan de Winterspelen. Er werden in totaal 96 (40-28-28) medailles gewonnen, alle op de Zomerspelen.

## Medailles en deelnames
De tabel geeft een overzicht van de jaren waarin werd deelgenomen, het aantal gewonnen medailles en de eventuele plaats in het medailleklassement.
| Zomerspelen | Zomerspelen | Zomerspelen | Zomerspelen | Zomerspelen | Zomerspelen |        | Winterspelen | Winterspelen | Winterspelen | Winterspelen | Winterspelen | Winterspelen |
| Jaar        | Goud        | Zilver      | Brons       | Totaal      | Rang        | Jaar   | Goud         | Zilver       | Brons        | Totaal       | Rang         |              |
| 1908        | 0           | 0           | 0           | 0           | -           |        |              |              |              |              |              |              |
| 1912        | 0           | 0           | 0           | 0           | -           |        |              |              |              |              |              |              |
| 1920        | -           | -           | -           | -           | -           |        |              |              |              |              |              |              |
| 1924        | 0           | 0           | 0           | 0           | -           | 1924   | -            | -            | -            | -            | -            |              |
| 1928        | 0           | 0           | 0           | 0           | -           | 1928   | -            | -            | -            | -            | -            |              |
| 1932        | -           | -           | -           | -           | -           | 1932   | -            | -            | -            | -            | -            |              |
| 1936        | 1           | 0           | 1           | 2           | 19          | 1936   | 0            | 0            | 0            | 0            | -            |              |
| 1948        | 6           | 4           | 2           | 12          | 7           | 1948   | 0            | 0            | 0            | 0            | -            |              |
| 1952        | 2           | 0           | 1           | 3           | 16          | 1952   | -            | -            | -            | -            | -            |              |
| 1956        | 3           | 2           | 2           | 7           | 12          | 1956   | 0            | 0            | 0            | 0            | -            |              |
| 1960        | 7           | 2           | 0           | 9           | 6           | 1960   | 0            | 0            | 0            | 0            | -            |              |
| 1964        | 2           | 3           | 1           | 6           | 16          | 1964   | 0            | 0            | 0            | 0            | -            |              |
| 1968        | 2           | 0           | 0           | 2           | 21          | 1968   | 0            | 0            | 0            | 0            | -            |              |
| 1972        | 0           | 1           | 0           | 1           | 33          | 1972   | -            | -            | -            | -            | -            |              |
| 1976        | 0           | 0           | 0           | 0           | -           | 1976   | 0            | 0            | 0            | 0            | -            |              |
| 1980        | -           | -           | -           | -           | -           | 1980   | -            | -            | -            | -            | -            |              |
| 1984        | 0           | 0           | 3           | 3           | 40          | 1984   | 0            | 0            | 0            | 0            | -            |              |
| 1988        | 1           | 1           | 0           | 2           | 27          | 1988   | 0            | 0            | 0            | 0            | -            |              |
| 1992        | 2           | 2           | 2           | 6           | 23          | 1992   | 0            | 0            | 0            | 0            | -            |              |
| 1996        | 4           | 1           | 1           | 6           | 19          | 1994   | 0            | 0            | 0            | 0            | -            |              |
| 2000        | 3           | 0           | 2           | 5           | 26          | 1998   | 0            | 0            | 0            | 0            | -            |              |
| 2004        | 3           | 3           | 5           | 11          | 22          | 2002   | 0            | 0            | 0            | 0            | -            |              |
| 2008        | 1           | 4           | 3           | 8           | 38          | 2006   | 0            | 0            | 0            | 0            | -            |              |
| 2012        | 2           | 2           | 1           | 5           | 32          | 2010   | 0            | 0            | 0            | 0            | -            |              |
| 2016        | 1           | 3           | 4           | 8           | 41          | 2014   | 0            | 0            | 0            | 0            | -            |              |
| 2020        | 2           | 2           | 9           | 13          | 35          | 2018   | 0            | 0            | 0            | 0            | -            |              |
| 2024        | 0           | 3           | 5           | 8           | 64          | 2022   | 0            | 0            | 0            | 0            | -            |              |
| Totaal      | 42          | 33          | 42          | 117         |             | Totaal | 0            | 0            | 0            | 0            |              |              |
| Tot. Z+W    | 42          | 33          | 42          | 117         |             |        |              |              |              |              |              |              |

Afghanistan · Albanië · Algerije · Amerikaans-Samoa · Amerikaanse Maagdeneilanden · Andorra · Angola · Antigua en Barbuda · Argentinië · Armenië · Aruba · Australië · Azerbeidzjan · Bahama's · Bahrein · Bangladesh · Barbados · België · Belize · Benin · Bermuda · Bhutan · Bolivia · Bosnië en Herzegovina · Botswana · Brazilië · Britse Maagdeneilanden · Brunei · Bulgarije · Burkina Faso · Burundi · Cambodja · Canada · Centraal-Afrikaanse Republiek · Chili · China · Chinees Taipei · Colombia · Comoren · Congo-Brazzaville · Congo-Kinshasa · Cookeilanden · Costa Rica · Cuba · Cyprus · Denemarken · Djibouti · Dominica · Dominicaanse Republiek · Duitsland · Ecuador · Egypte · El Salvador · Equatoriaal-Guinea · Eritrea · Estland · Ethiopië · Fiji · Filipijnen · Finland · Frankrijk · Gabon · Gambia · Georgië · Ghana · Grenada · Griekenland · Groot-Brittannië · Guam · Guatemala · Guinee · Guinee-Bissau · Guyana · Haïti · Honduras · Hongarije · Hongkong · Ierland · IJsland · India · Indonesië · Irak · Iran · Israël · Italië · Ivoorkust · Jamaica · Japan · Jemen · Jordanië · Kaaimaneilanden · Kaapverdië · Kameroen · Kazachstan · Kenia · Kirgizië · Kiribati · Koeweit · Kosovo · Kroatië · Laos · Lesotho · Letland · Libanon · Liberia · Libië · Liechtenstein · Litouwen · Luxemburg · Madagaskar · Malawi · Malediven · Maleisië · Mali · Malta · Marokko · Marshalleilanden · Mauritanië · Mauritius · Mexico · Micronesië · Moldavië · Monaco · Mongolië · Montenegro · Mozambique · Myanmar · Namibië · Nauru · Nederland · Nepal · Nicaragua · Nieuw-Zeeland · Niger · Nigeria · Noord-Korea · Noord-Macedonië · Noorwegen · Oeganda · Oekraïne · Oezbekistan · Oman · Oost-Timor · Oostenrijk · Pakistan · Palau · Palestina · Panama · Papoea-Nieuw-Guinea · Paraguay · Peru · Polen · Portugal · Puerto Rico · Qatar · Roemenië · Rusland · Rwanda · Saint Kitts en Nevis · Saint Lucia · Saint Vincent en de Grenadines · Salomonseilanden · Samoa · San Marino · Saoedi-Arabië · Sao Tomé en Principe · Senegal · Servië · Seychellen · Sierra Leone · Singapore · Slovenië · Slowakije · Somalië · Spanje · Sri Lanka · Soedan · Suriname · Swaziland · Syrië · Tadzjikistan · Tanzania · Thailand · Togo · Tonga · Trinidad en Tobago · Tsjaad · Tsjechië · Tunesië · Turkije · Turkmenistan · Tuvalu · Uruguay · Vanuatu · Venezuela · Verenigde Arabische Emiraten · Verenigde Staten · Vietnam · Wit-Rusland · Zambia · Zimbabwe · Zuid-Afrika · Zuid-Korea · Zuid-Soedan · Zweden · Zwitserland
Historische landen: Bohemen · Bondsrepubliek Duitsland · Brits-Indië · Duitse Democratische Republiek · Joegoslavië · Malaya · Nederlandse Antillen · Noord-Borneo · Noord-Jemen · Saarland · Servië en Montenegro · Sovjet-Unie · Tsjecho-Slowakije · West-Indische Federatie · Zuid-Jemen
Bijzondere deelnames: Onafhankelijke olympische atleten · Vluchtelingenteam 
 Australazië · Duits Eenheidsteam · Gemengd team · Gezamenlijk Team